# Присеймовский сельский совет (Конотопский район)
Присеймовский сельский совет (укр. Присеймівська сільська рада) — входит в состав
Конотопского района
Сумской области
Украины.
Административный центр сельского совета находится в 
с. Присеймье
.

## Населённые пункты совета
- с. Присеймье
- пос. Зализничное
- с. Калишенково
- с. Марьяновка
- с. Новое
- с. Озаричи
- с. Черноплатово